# Mon ami Benito
Pour plus de détails, voir Fiche technique et Distribution.
Mon ami Benito (Il mio amico Benito) est un film italien réalisé par Giorgio Bianchi, sorti en 1962.

## Synopsis

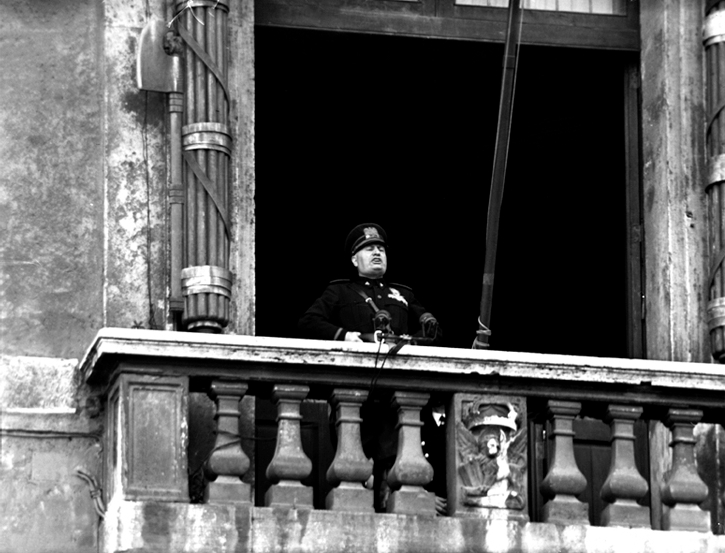
Mussolini pendant la véritable déclaration de guerre le 10 juin 1940.

Giuseppe Di Gennaro est un simple employé qui voudrait faire carrière mais n'y arrive pas.
Quand un ami lui offre une photo prise pendant la Première Guerre mondiale qui le représente à la guerre avec Benito Mussolini, il décide d'en profiter pour se faire recevoir par le Duce, mais l'OVRA le bloque à chaque tentative. Après de nombreux essais, il réussit à entrer dans le bureau de Mussolini, ému il s'assoit à sa table de travail. Là, il se rend compte qu'il y a la même photo encadrée et il se la porte au cœur.
A ce même moment, il entend le Duce annoncer au balcon la déclaration de guerre de l'Italie à la Grande-Bretagne et à la France. Déçu et amer, il démonte le cadre et y cache son visage avec une goutte d'encre. Il s'en va triste et à présent émancipé de la folie collective.

## Fiche technique
- Titre original : Il mio amico Benito
- Titre français : Mon ami Benito[1]
- Réalisation : Giorgio Bianchi
- Scénario : Amleto Nobili, Luigi Magni, Stefano Strucchi, Oreste Biancoli, Giorgio Bianchi
- Direction artistique : Luciano Ricceri
- Décors : Luciano Ricceri
- Costumes : Lucia Mirisola
- Photographie : Tino Santoni
- Son : Luigi Puri
- Montage : Daniele Alabiso
- Musique : Armando Trovajoli
- Production : Mario Mariani
- Société(s) de production : Cinex
- Société(s) de distribution : Atlantis Film
- Pays d'origine :  Italie
- Langue originale : italien
- Format : noir et blanc
- Genre : Comédie
- Durée : 100 minutes
- Dates de sortie :
  - Italie : 1962

## Distribution
- Peppino De Filippo : Giuseppe Di Gennaro
- Mario Carotenuto : Mariani
- Luigi De Filippo : Fioretti
- Carlo Pisacane : monsieur Arturo
- Riccardo Billi : Renzi
- Ciccio Barbi : Sor Achille
- Mac Ronay : Landolfi
- Luigi Pavese : Pieroni
- Franco Giacobini : Liberati
- Giuseppe Porelli : le chef de division
- Didi Perego : Italia
- Franco Franchi : terroriste
- Ciccio Ingrassia : terroriste
- Tiberio Murgia : un policier
- Andrea Checchi : le commissaire
- Consalvo Dell'Arti : fasciste du Palazzo Venezia
- Alberto Rabagliati : lui-même
- Donatella Della Nora (it) : Celestina (non créditée)